# ابراهیم ریاحی
ابراهیم ریاحی (۱۲۸۴ اصفهان- ۱۳۶۹ تهران) پزشک و وزیر بهداری در کابینه‌های علی امینی و امیراسدالله علم بود.
ریاحی فرزند خلیل‌الله ریاحی در سال ۱۲۸۴ در اصفهان به دنیا آمد و تحصیلات ابتدایی خود را در اصفهان و دوره متوسطه را در دبیرستان دارالفنون به پایان برد سپس به فرانسه رفته و در پاریس دوره دانشکدهٔ پزشکی را گذرانید. در برگشت به ایران وارد دانشگاه تهران و به مقام استادی رسید. او در دولت علی امینی به وزارت بهداری رسید و در دولت امیراسدالله علم نیز سمت هود را حفظ کرد. وی در ۱۳ خرداد ۱۳۴۰ در دولت امینی به وزارت بهداری منصوب شد و تا پایان دولت علم یعنی ۳۰ مهر ۱۳۴۲ در این سمت باقی ماند. سپهبد اسماعیل ریاحی برادر وی وزیر کشاورزی و معاونت ستاد مشترک ارتش بود.
وی پس از انقلاب در ایران ماند و در سال ۱۳۶۹ در تهران در گذشت.